# تاتو (فلم)
تاتو (بالإنجليزية: Tatu)، هُو فيلم مغامرة نيجيري صدر سنة 2017 وأخرجه دون أوموبي.

## وصلات خارجية
- تاتو على موقع IMDb (الإنجليزية)
- تاتو على موقع روتن توميتوز (الإنجليزية)
- تاتو على موقع نتفليكس (الإنجليزية)
- تاتو على موقع قاعدة بيانات الفيلم (الإنجليزية)
- تاتو على موقع ليتربوكسد (الإنجليزية)
- تاتو على موقع كينوبويسك (الروسية)